# Bower (Schotland)
Bower (Schots-Gaelisch: Bàgair) is een dorp in het noorden van de Schotland. Het ligt in de lieutenancy Caithness, in noordoosten van het raadsgebied Highland, ongeveer 13 kilometer van Thurso en ongeveer 18 kilometer van Wick.